# Lestodiplosis necans
Lestodiplosis necans är en tvåvingeart som först beskrevs av Ewald Rübsaamen 1892.  Lestodiplosis necans ingår i släktet Lestodiplosis och familjen gallmyggor.
Artens utbredningsområde är Tyskland. Inga underarter finns listade i Catalogue of Life.